# Kleinweis
Kleinweis ist ein Weiler der Ortsgemeinde Ammeldingen bei Neuerburg im Eifelkreis Bitburg-Prüm in Rheinland-Pfalz.

## Geographische Lage
Kleinweis liegt etwas mehr als 1 km südwestlich des Hauptortes Ammeldingen auf einer Hochebene. Der Weiler ist von umfangreichen landwirtschaftlichen Nutzflächen und Waldgebieten im Norden und Westen umgeben. Westlich der Ansiedlung fließt ein Ausläufer der Enz, der Altersbach und nördlich der Emmelseifen-Bach.

## Geschichte
Bis 1794 gehörte Kleinweis zur Meierei Koxhausen und wurde anschließend mit der Ortsgemeinde Ammeldingen zusammengeschlossen. Kleinweis zählte im Jahre 1840 fünf Häuser und entwickelte sich im Laufe des 19. Jahrhunderts zu einem Weiler.

## Kultur und Sehenswürdigkeiten

### Wegekreuze
Vor allem östlich des Weilers Kleinweis befinden sich mehrere Wegekreuze. Insgesamt zählen vier Kreuze zur Ortschaft. Genauere Angaben hierzu liegen nicht vor.

### Naherholung
Die Ortsgemeinden Ammeldingen, Plascheid, Heilbach und Emmelbaum haben ein Wanderwegenetz aus sieben einzelnen Rundwegen entwickelt, die unter anderem auch in die Nähe des Weilers Kleinweis führen. Alle Wanderwege haben eine Länge zwischen 4 und 8 km. Die Gesamtstrecke beträgt rund 35 km.

## Verkehr
Kleinweis ist lediglich durch eine Gemeindestraße erschlossen.
Nördlich des Ortes verläuft die Kreisstraße 57. Die Entfernung zur nächstgelegenen Stadt, Neuerburg, beträgt rund 7 km.